# Orientocreagris syrinx
Orientocreagris syrinx är en spindeldjursart som beskrevs av Bozidar P.M. Curcic 1985. Orientocreagris syrinx ingår i släktet Orientocreagris och familjen helplåtklokrypare. Inga underarter finns listade i Catalogue of Life.